# Lancasterové

Angličtí králové z rodu Lancasterů:
Jindřich IV.
30. září 1399 – 20. březen 1413
Jindřich V.
21. březen 1413 – 31. srpen 1422
Jindřich VI.
31. srpen 1422 – 4. březen 1461

Lancasterové byli jedna ze dvou současně žijících větví anglického královského rodu Plantagenetů. Ve válkách růží, pojmenovaných podle barev rodových znaků, což byly úporné boje o moc a královský trůn v Anglii a Walesu v 15. století, byli Lancasterové jednou ze soupeřících stran. Tou druhou stranou byli jejich příbuzní, větev Yorků. Z rodu Lancasterů pocházeli tři po sobě vládnoucí angličtí králové – Jindřich IV., Jindřich V. a Jindřich VI.

## Původ rodu Lancasterů
Lancasterové svůj původ odvozovali od Jana z Gentu (1340–1399), třetího syna krále Eduarda III. Jan jako třetí syn nedostal příliš velké dědictví, neměl ani velké statky. Značné bohatství získal prostřednictvím svého sňatku s Blankou z Lancasteru, jejímž věnem byla rozsáhlá panství v tradičních hrabstvích Leicestershire a Lancashire. Stal se tak druhým nejbohatším šlechticem po králi. Poté, co ho jeho synovec Richard II. jmenoval vévodou z Lancasteru, byl také vlivnou politickou osobností. Po jeho smrti 3. února 1399 byly jeho statky králem zabaveny, aby nepřipadly jeho buřičskému synovi. Vypovězený syn Jana z Gentu a jeho dědic, tehdy zvaný Jindřich z Bolingbroke, se však vrátil do země s vojskem, aby si vydobyl zpět právo na titul vévody a lancasterské panství. V průběhu tohoto vojenského tažení získal pro sebe anglický trůn a v letech 1399–1413 vládl jako král Jindřich  IV.

## Vláda rodu Lancasterů

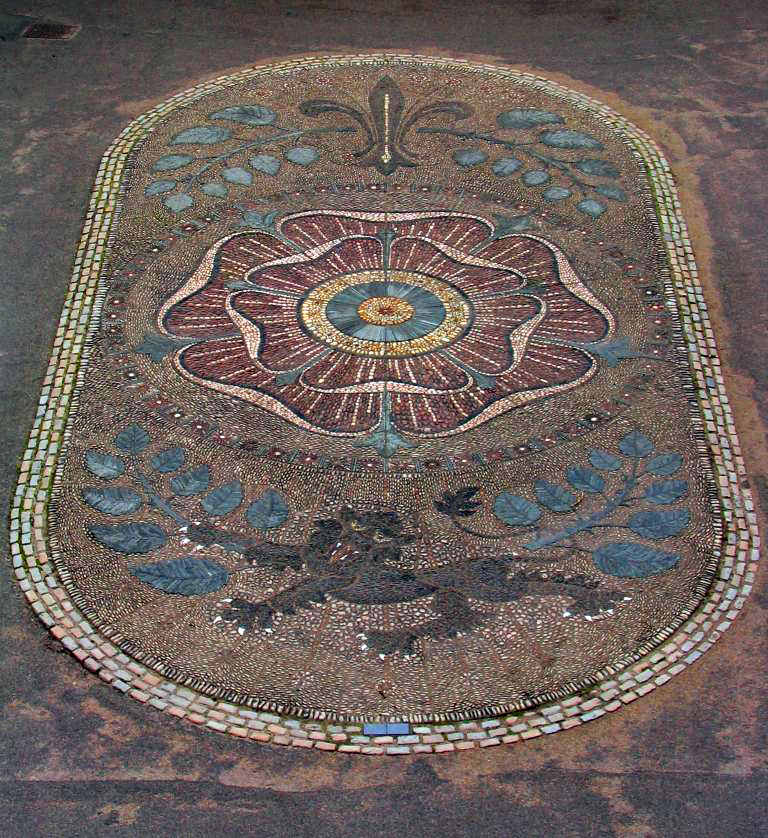
Mozaika se znakem rodu Lancasterů

Jindřichovým nástupcem na anglickém trůnu se stal jeho syn a schopný válečník Jindřich V. Nástupcem tohoto krále byl opět jeho syn a vnuk Jindřicha IV., Jindřich VI. Ten byl neoblíbeným králem a trpěl občasnými záchvaty duševní choroby. Roku 1461 byl svržen a uvězněn Eduardem z rodu Yorků, který se prohlásil králem jako Eduard IV.
Jindřich VI. vybojoval svůj návrat na trůn roku 1470, ale po jednom roku byl z trůnu znovu svržen Eduardem IV. Jindřich zemřel roku 1471 ve vězení, dva týdny poté, co jeho syn a dědic Eduard z Westminsteru padl v bitvě u Tewkesbury. Tím zemřel poslední legitimní dědic Jana z Gentu.
Králové Anglie z rodu Lancasterů:
- Jindřich IV. (3. duben 1366 – 20. březen 1413) – vládl v období 30. září 1399 – 20. březen 1413
- Jindřich V. (16. září 1387 – 31. srpen 1422) – vládl v období 21. březen 1413 – 31. srpen 1422
- Jindřich VI. (6. prosinec 1421 – 21. květen 1471) – vládl v období 31. srpen 1422 – 4. březen 1461

## Nástup Tudorů
Jedním z podporovatelů rodu Lancasterů byla rodina Beaufortů, odvozující svůj původ od Jana z Gentu a jeho milenky Kateřiny Swynfordové. Poté, co se Jan z Gentu s Kateřinou roku 1396 oženil (asi 25 let poté co se jim narodil první syn), obdržel potvrzení legitimity tohoto svazku papežskou bulou. Tento akt byl doplněn schválením zákona anglickým parlamentem, ale názory na to, zda mají Beaufortové nárok na anglický trůn, se tehdy rozcházely.
Po zániku rodu Lancasterů se dědicem tohoto rodu prohlásil nepříliš známý Jindřich Tudor, původem z Walesu, který z exilu v Bretani dokládal své právo na majetek Lancasterů prostřednictvím své matky Markéty Beaufortové, vnučky Jana Beauforta, nejstaršího (sice nemanželského, ale legalizovaného) syna Jana z Gentu. Roku 1485 se Jindřichovi Tudorovi podařilo svrhnout nepopulárního krále Richarda III. a sám se stal anglickým králem jako Jindřich VII. Jindřich se oženil s Alžbětou z rodu Yorků a položil pevný základ nové dynastie Tudorů.

## Dědictví
Dědictví rodu Lancasterů, známé jako lancasterské vévodství, zůstalo majetkem královského rodu až do současnosti. Titul vévody z Lancasteru není udělován ani žádnému královskému princi. Anglický panovník, v současnosti král Karel III., je současně vévodou z Lancesteru. Roku 2007 byl majetek lancasterského vévodství oceněn hodnotou 397 milionů liber. Výnosy z tohoto panství tvoří značnou část příjmu panovníka.